# Karlholmsbruk
Karlholmsbruk är en tätort i den norra delen av Tierps kommun i norra Uppland.
Karlholmsbruk, som ligger cirka 25 kilometer norr om Tierp, är beläget invid Karlholmsfjärden och Bottenhavet. Tämnarån mynnar vid Karlholmsbruk. Riksväg 76 passerar tätorten och leder dels till Norrtälje, dels till Gävle.

## Ortnamnet
Namnet kommer från brukets grundare Charles de Geer som lät anlägga bruket år 1727.

## Historia

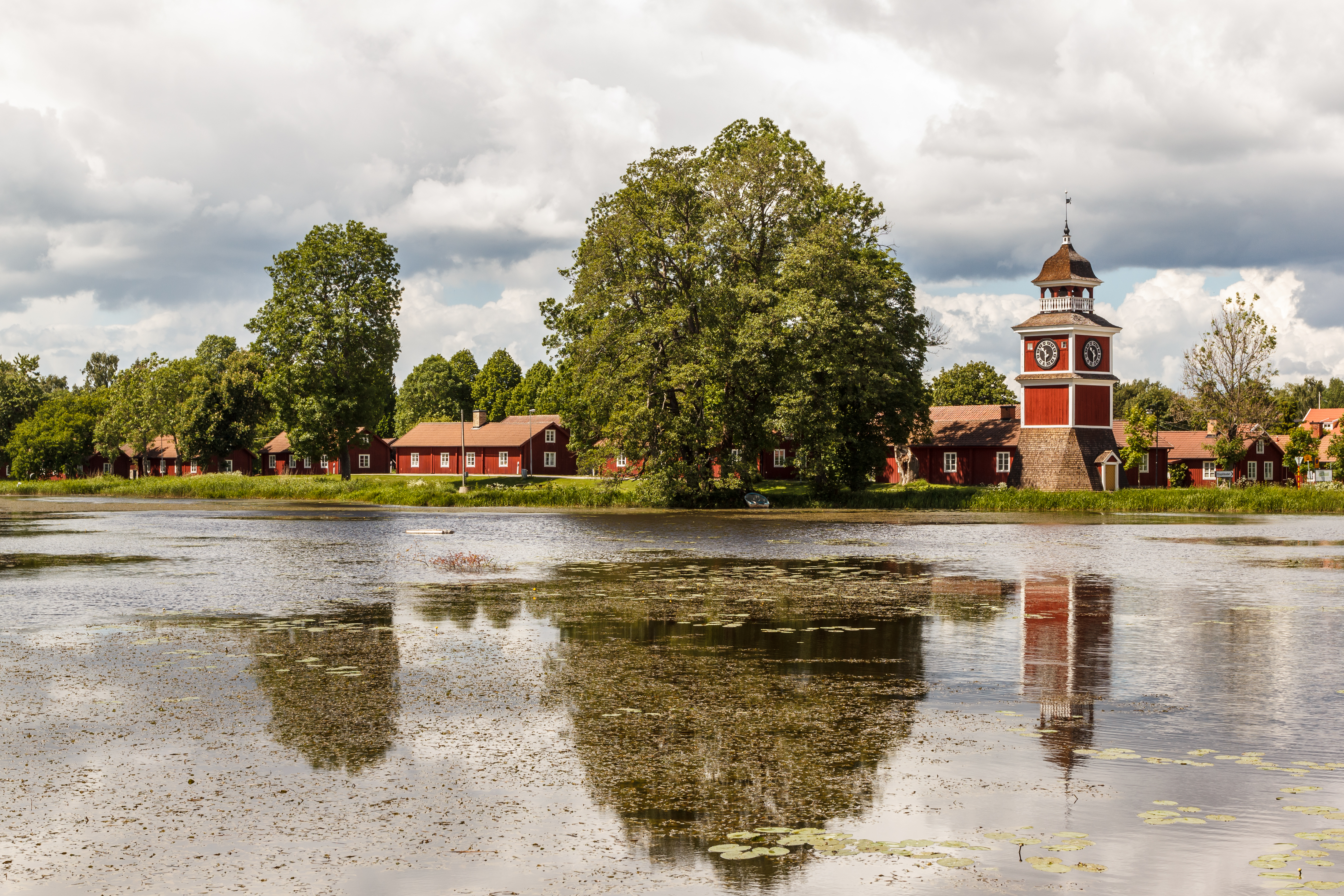
Vy mot arbetarbostäder och klocktornet.

Karlholmsbruk har en välbevarad bruksmiljö med arbetarbostäder, klockstapel, herrgård, kyrka, kvarn och smedja . Åren 1735–1931 fanns här masugn och hammarsmedja. Bruket anlades av Charles de Geer och var till 1917 fideikommiss under Leufsta Bruk. År 1880 uppfördes en lancashiresmedja som är en av landets finaste industriminnen från järnhanteringens tid och därför förklarats som byggnadsminne.

### Befolkningsutveckling
| Befolkningsutvecklingen i Karlholmsbruk 1950–2020 | Befolkningsutvecklingen i Karlholmsbruk 1950–2020 | Befolkningsutvecklingen i Karlholmsbruk 1950–2020 | Befolkningsutvecklingen i Karlholmsbruk 1950–2020 | Befolkningsutvecklingen i Karlholmsbruk 1950–2020 |
| ------------------------------------------------- | ------------------------------------------------- | ------------------------------------------------- | ------------------------------------------------- | ------------------------------------------------- |
|                                                   |                                                   |                                                   |                                                   |                                                   |
| År                                                |                                                   |                                                   | Folkmängd                                         | Areal (ha)                                        |
| 1950                                              | 1950                                              |                                                   | 1 007                                             |                                                   |
| 1960                                              | 1960                                              |                                                   | 1 345                                             |                                                   |
| 1965                                              | 1965                                              |                                                   | 1 399                                             |                                                   |
| 1970                                              | 1970                                              |                                                   | 1 656                                             |                                                   |
| 1975                                              | 1975                                              |                                                   | 1 613                                             |                                                   |
| 1980                                              | 1980                                              |                                                   | 1 580                                             |                                                   |
| 1990                                              | 1990                                              |                                                   | 1 342                                             | 233                                               |
| 1995                                              | 1995                                              |                                                   | 1 278                                             | 234                                               |
| 2000                                              | 2000                                              |                                                   | 1 201                                             | 235                                               |
| 2005                                              | 2005                                              |                                                   | 1 187                                             | 235                                               |
| 2010                                              | 2010                                              |                                                   | 1 150                                             | 237                                               |
| 2015                                              | 2015                                              |                                                   | 1 193                                             | 285                                               |
| 2020                                              | 2020                                              |                                                   | 1 263                                             | 266                                               |
|                                                   |                                                   |                                                   |                                                   |                                                   |

## Samhället
Tätorten delas ibland upp i Nöttö (den västra delen av bebyggelsen), Karlholm (Bruket) samt Snatrabodarna (den östra delen av bebyggelsen). Alla dessa delar har egen småbåtshamn.  
I tätorten finns bl.a. förskola, skola (F-6), livsmedelsbutik, idrottsplats och idrottsföreningar.  

## Näringsliv
Karlholm förknippas ofta med Karlit AB som tillverkade bland annat träfiberskivor. Bolaget gick i konkurs år 2012. Industriområdet har sedermera köpts upp och genomgår en omvandling för bostadsbebyggelse och en ny detaljplan  för området gäller sedan år 2016. Det nya området heter Karlholm strand.
Arbetspendling är vanligt, främst till  Tierp och Gävle, 25 respektive 35 kilometer från Karlholm.